# Richard Jeffries Dawes
Richard Jeffries Dawes (Lachine, 23 ottobre 1897 – Montreal, 22 aprile 1983) è stato un aviatore canadese, insignito della Distinguished Flying Cross (Regno Unito). È stato un asso dell'aviazione della prima guerra mondiale, accreditato con nove vittorie aeree.

## Biografia e prima guerra mondiale
Richard Jeffries Dawes è nato il 23 ottobre 1897 a Lachine, nel Quebec, in Canada. Si arruolò nell'esercito per la prima guerra mondiale e finì come un pilota di Sopwith Camel nel Royal Flying Corps.
Alla fine del 1917, Dawes fu assegnato al No. 45 Squadron RAF sul Fronte occidentale (1914-1918) come pilota. Ha segnato la sua prima vittoria aerea sul fronte occidentale prima che il 45 Squadron fosse trasferito in Italia. Nel momento in cui i Royal Flying Corps si stavano consolidando nella Royal Air Force, Dawes fu trasferito per un breve periodo al No. 28 Squadron RAF, sempre in Italia. Ha segnato una vittoria con loro prima di tornare al 45 Squadron. Ha concluso il suo conteggio con le ultime tre vittorie con l'unità nel giugno 1918. Il suo coraggio gli ha valso una Distinguished Flying Cross, che è stata pubblicata il 21 settembre 1918:
"Durante le recenti operazioni questo ufficiale ha abbattuto sei aerei nemici, un ufficiale molto coraggioso."
Richard Jeffries Dawes visse fino al 22 aprile 1983, anche se i dettagli della sua vita postbellica sono sconosciuti. Morì a Montréal, nel Quebec, in Canada.